# Savannah (serie televisiva)
Savannah è stata una serie televisiva statunitense di genere soap opera, creata da Constance M. Burge e prodotta da Aaron Spelling e da E. Duke Vincent dal 1996 al 1997.

Tra i protagonisti, Jamie Luner, Robyn Lively, Shannon Sturges, Paul Satterfield, David Gail, Ray Wise e Beth Toussaint.
Della serie sono state prodotte 2 stagioni, per un totale di 34 episodi (considerando come due episodi l'episodio pilota), di cui 12 per la prima stagione, 22 per la seconda.

Negli Stati Uniti, la serie è andata in onda dal 21 gennaio 1996 al 24 febbraio 1997 sull'emittente televisiva The WB. In Italia, la serie è stata trasmessa da Retequattro.

## Trama
Le vicende sono ambientate nella cittadina di Savannah, in Georgia. Protagoniste sono tre giovani amiche d'infanzia, Lane (Robyn Lively), Peyton (Jamie Luner) e Reese (Shannon Sturges).

Quest'ultima si sta per sposare con Travis Peterson (George Eads) e, per l'avvenimento, l'amica Lane ha fatto ritorno da New York, dove sta studiando per diventare giornalista.
In città giunge però nel frattempo anche Tom Massick (Paul Satterfield), il padre di Peyton, che ha un conto in sospeso con Edward Burton (Ray Wise), il padre di Reese, in quanto quest'ultimo è anche il padre naturale di Peyton.
Intanto, Reese scopre che il fidanzato la tradiva con l'amica Peyton, mentre Lane viene a sapere che il suo appartamento di New York è stato svaligiato e scopre che il colpevole è proprio Travis.

Di lì a poco, Travis viene rinvenuto cadavere in fondo al fiume e le circostanze fanno pensare ad un omicidio (sospetto poi confermato dagli esami autoptici, che rivelano che Travis è stato avvelenato).

Tutte e tre le amiche avrebbero un movente e, dopo l'autopsia, i principali sospetti della polizia cadono su Lane, che viene arrestata. Le amiche Reese e Peyton credono però alla sua innocenza e si battono per dimostrarla...

## Backstage
- La serie è stata girata ad Alpharetta, in Georgia[1]

## Episodi
| Stagione         | Episodi | Prima TV originale | Prima TV Italia |
| ---------------- | ------- | ------------------ | --------------- |
| Prima stagione   | 12      | 21 gennaio 1996    |                 |
| Seconda stagione | 22      | 26 agosto 1996     |                 |